# Liste der Baudenkmäler im Kreis Gütersloh

Kreis Gütersloh

Die Liste der Baudenkmäler im Kreis Gütersloh umfasst:
- Liste der Baudenkmäler in Borgholzhausen
- Liste der Baudenkmäler in Gütersloh
- Liste der Baudenkmäler in Halle (Westf.)
- Liste der Baudenkmäler in Harsewinkel
- Liste der Baudenkmäler in Herzebrock-Clarholz
- Liste der Baudenkmäler in Langenberg
- Liste der Baudenkmäler in Rheda-Wiedenbrück
- Liste der Baudenkmäler in Rietberg
- Liste der Baudenkmäler in Schloß Holte-Stukenbrock
- Liste der Baudenkmäler in Steinhagen
- Liste der Baudenkmäler in Verl
- Liste der Baudenkmäler in Versmold
- Liste der Baudenkmäler in Werther (Westf.)

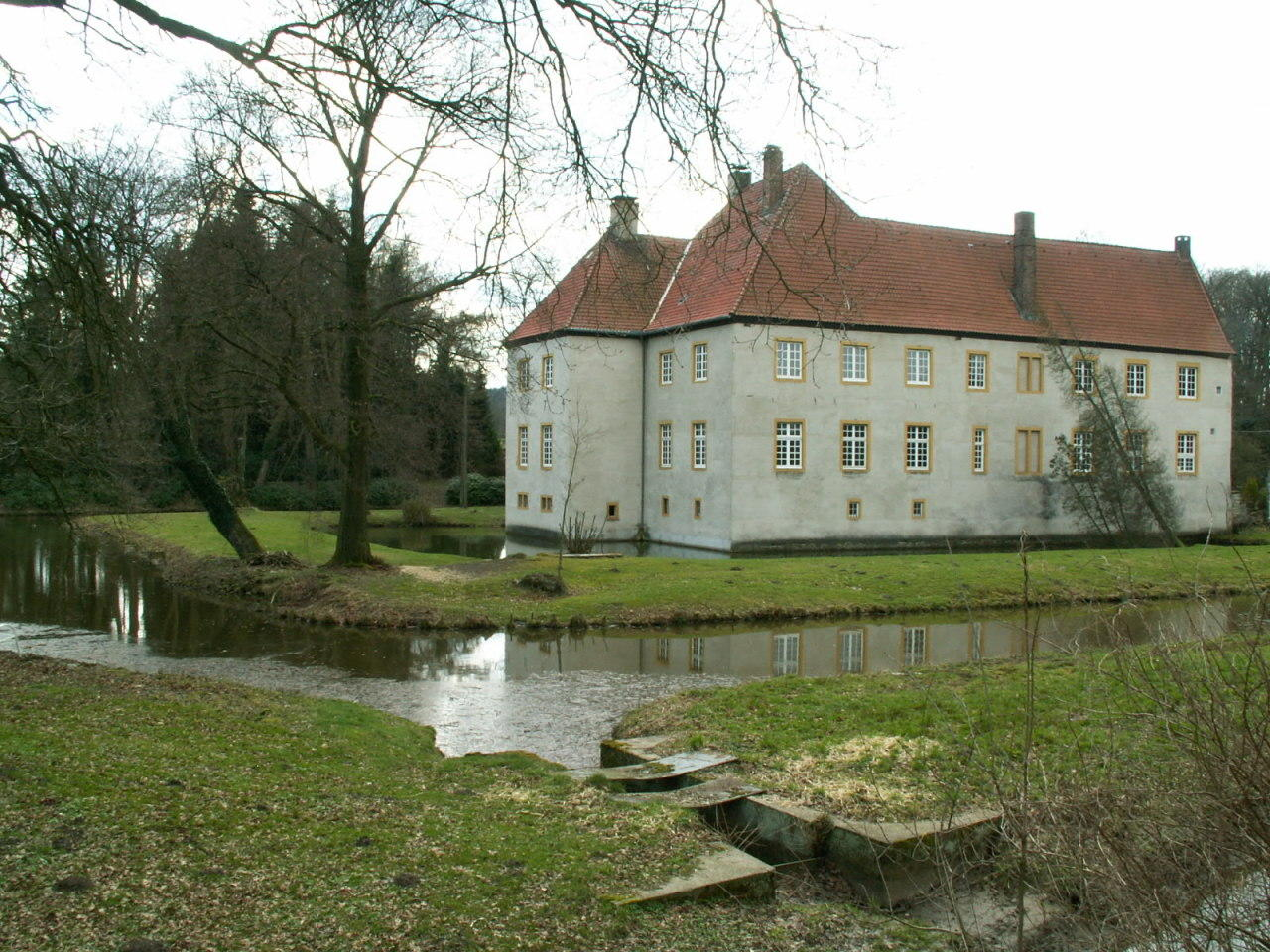
Wasserschloss Brincke (Borgholzhausen)
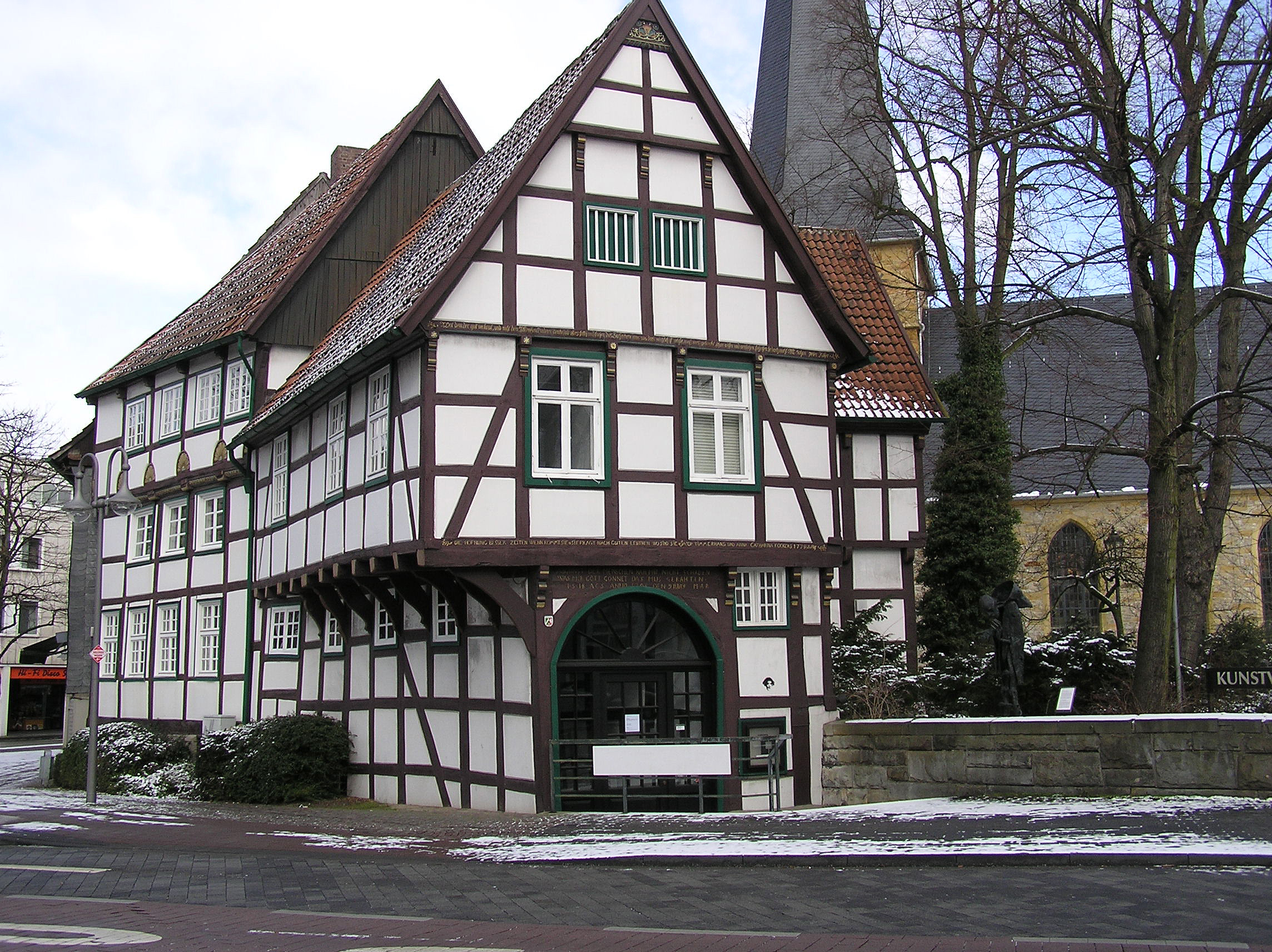
Veerhoff-Haus (1708) (Gütersloh)
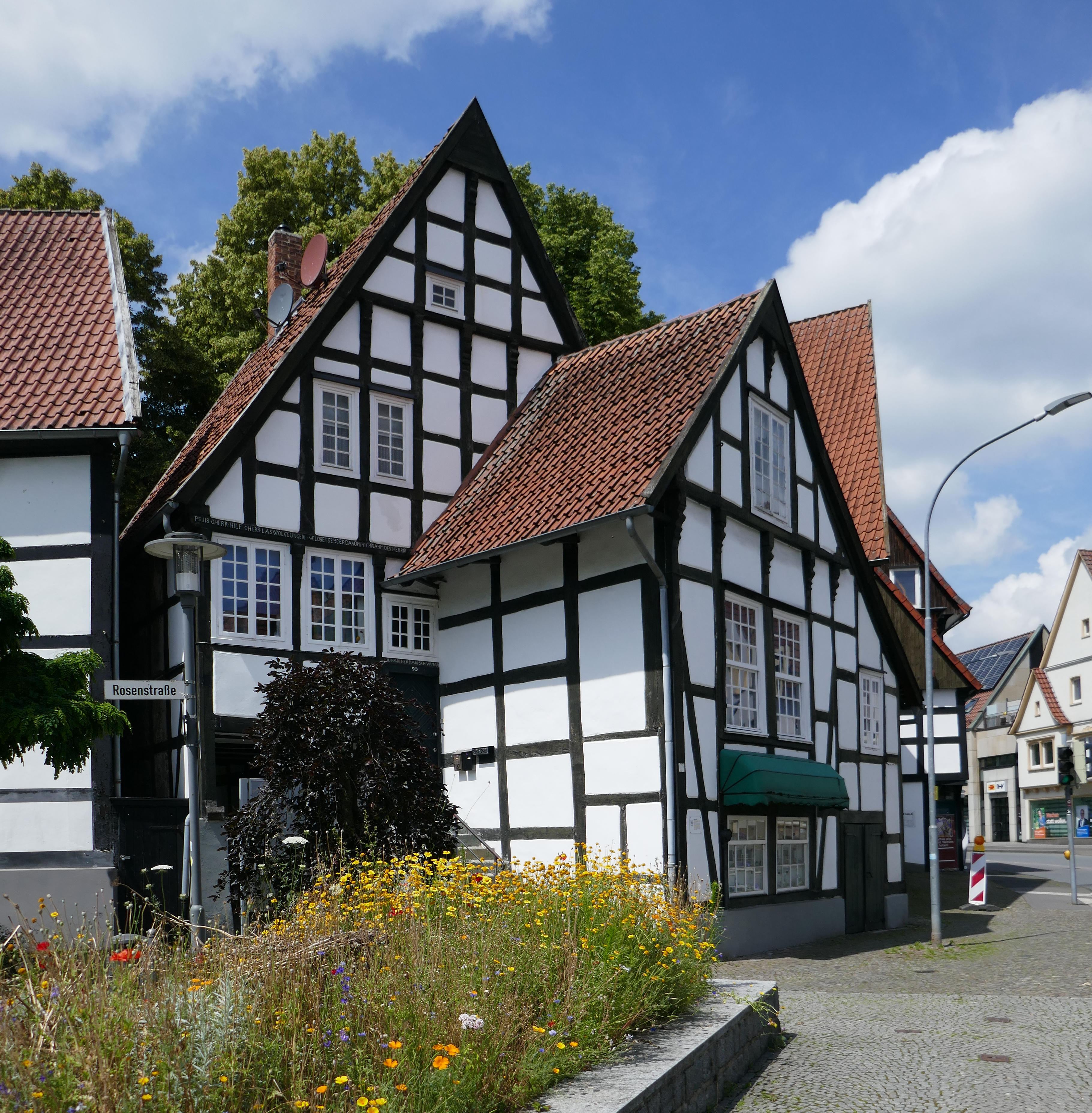
Torhaus am Kirchplatz (Halle (Westfalen))
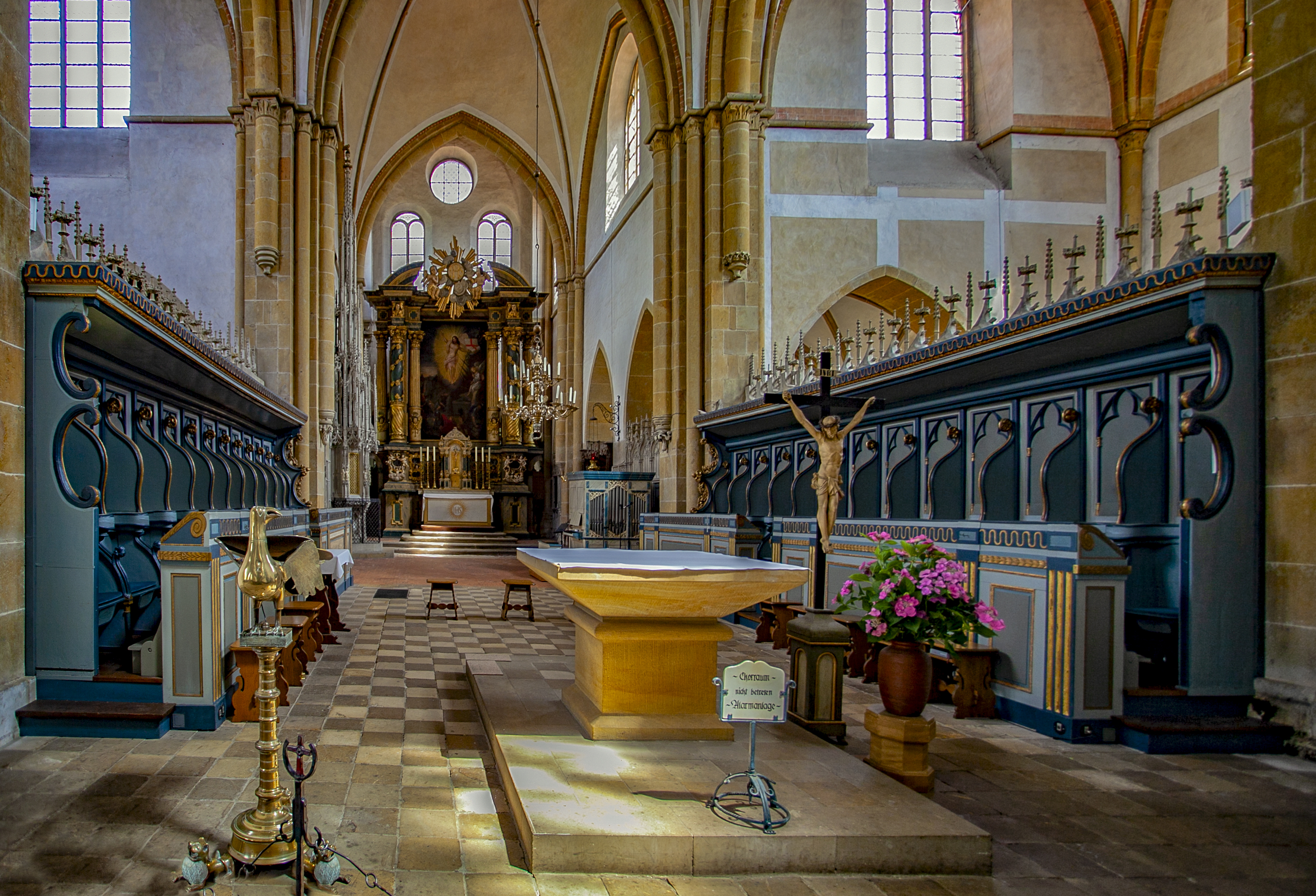
Klosterkirche Marienfeld (Harsewinkel)
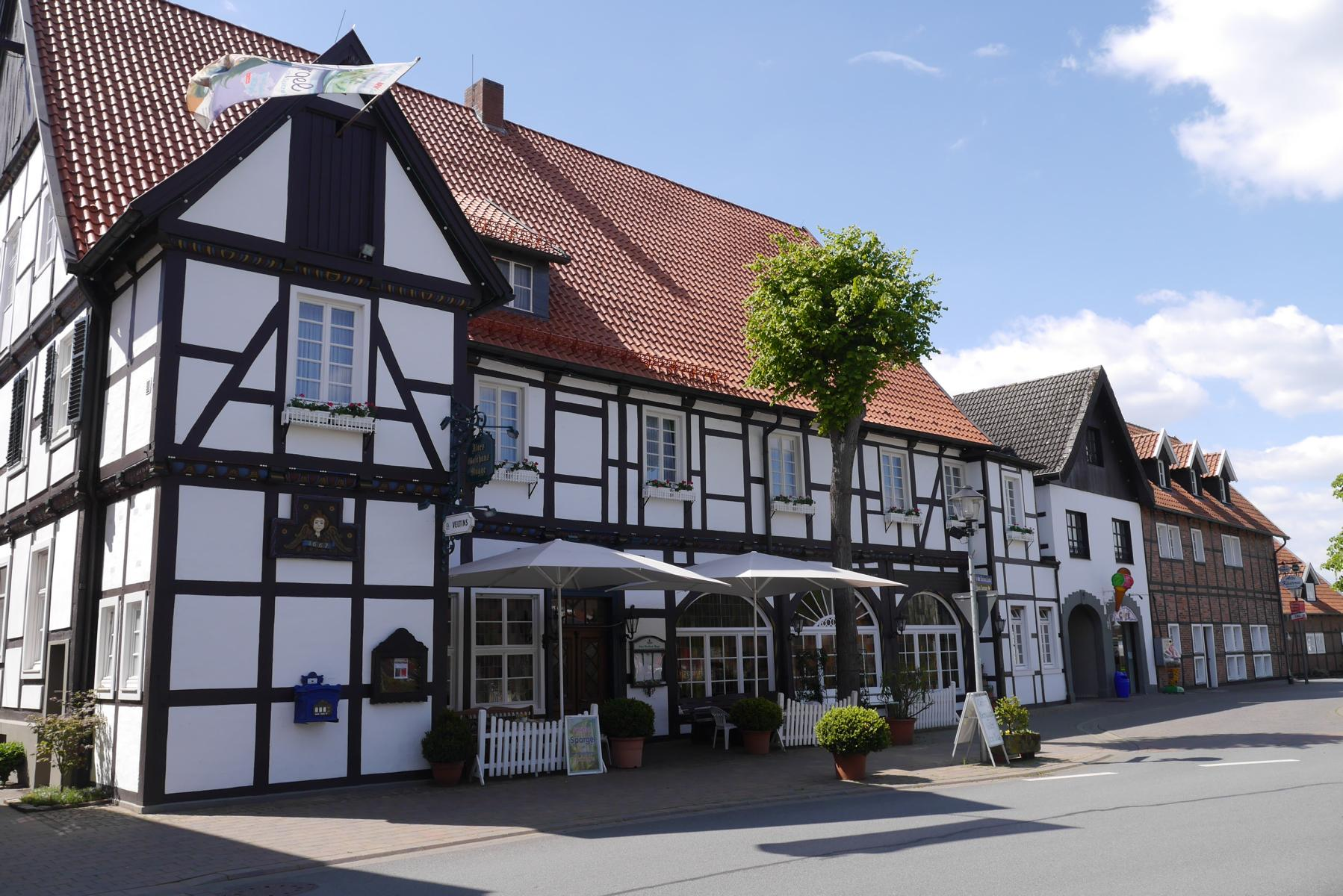
Fachwerkhaus (Herzebrock-Clarholz)
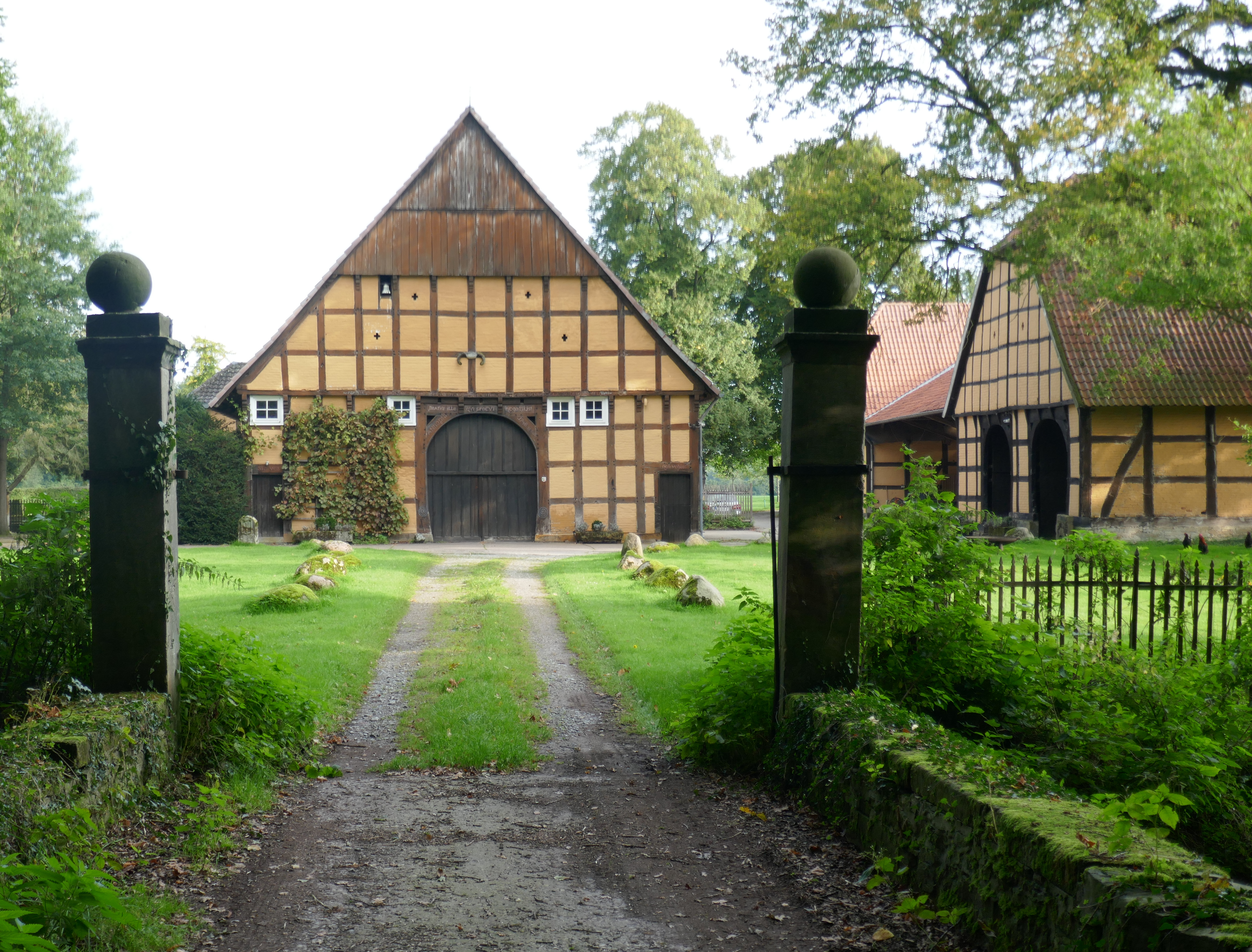
Gut Geissel (Langenberg (Kreis Gütersloh))
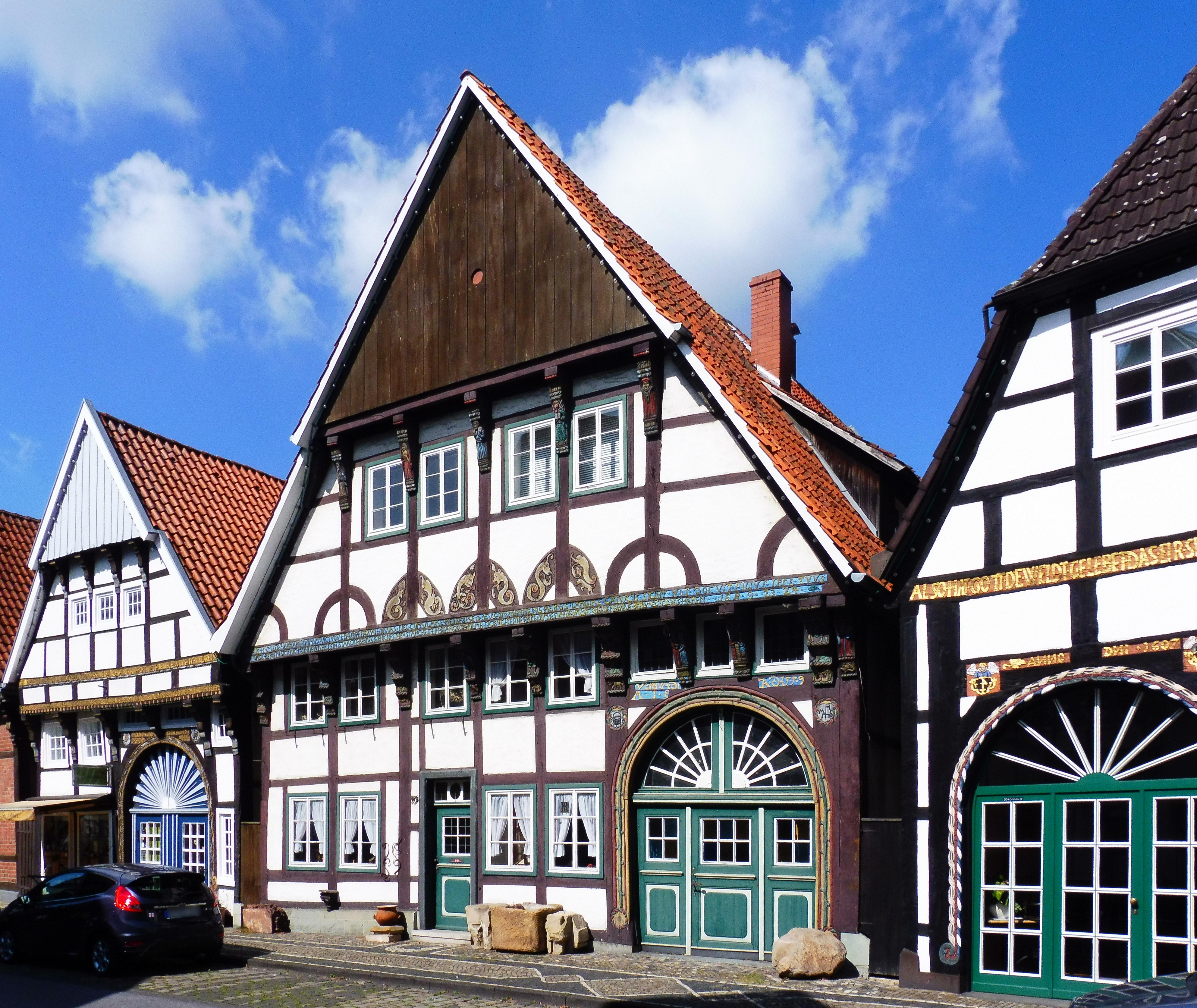
Fachwerkgiebelhaus (1559) (Rheda-Wiedenbrück)
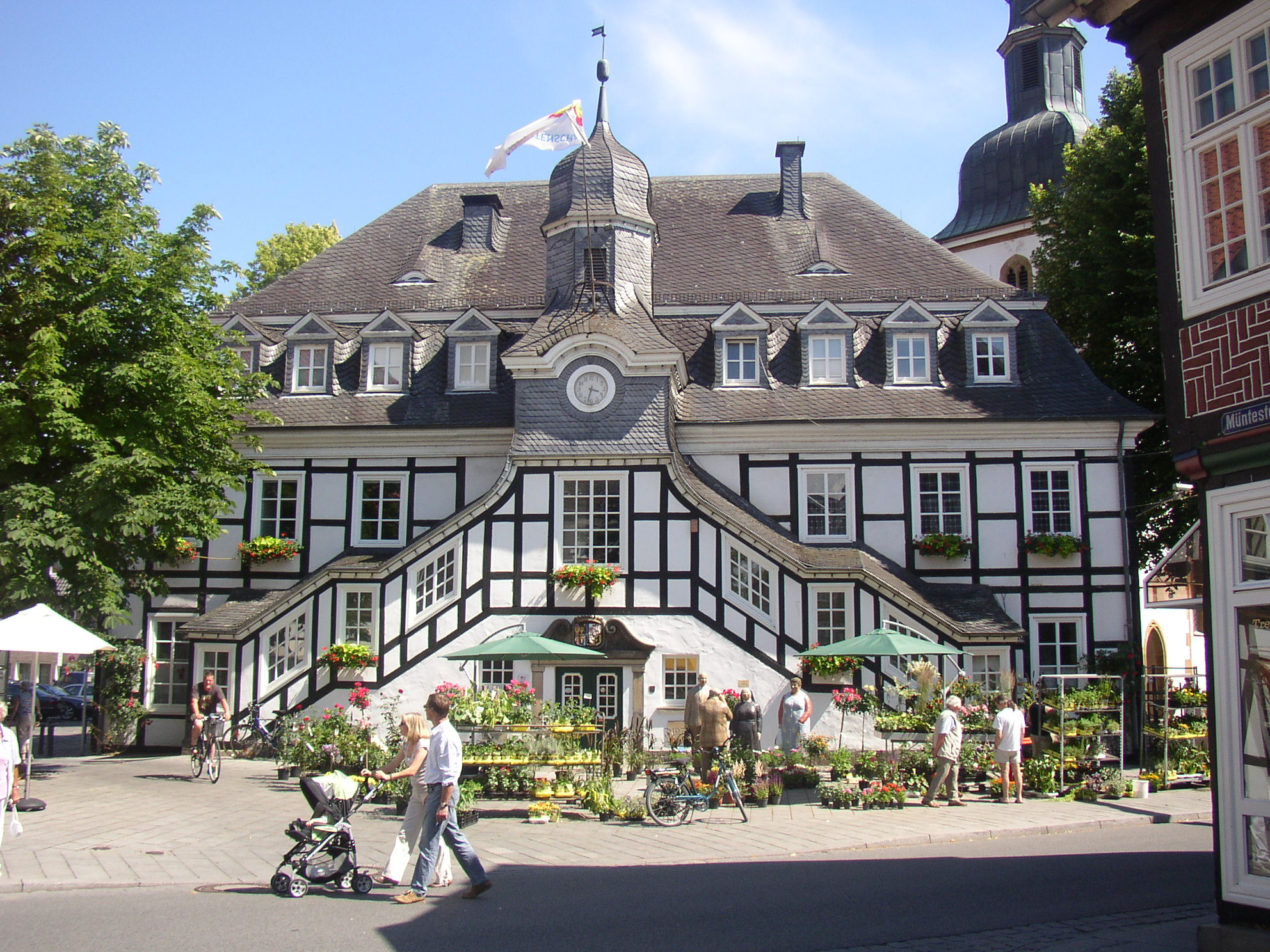
Historisches Rathaus (Rietberg)
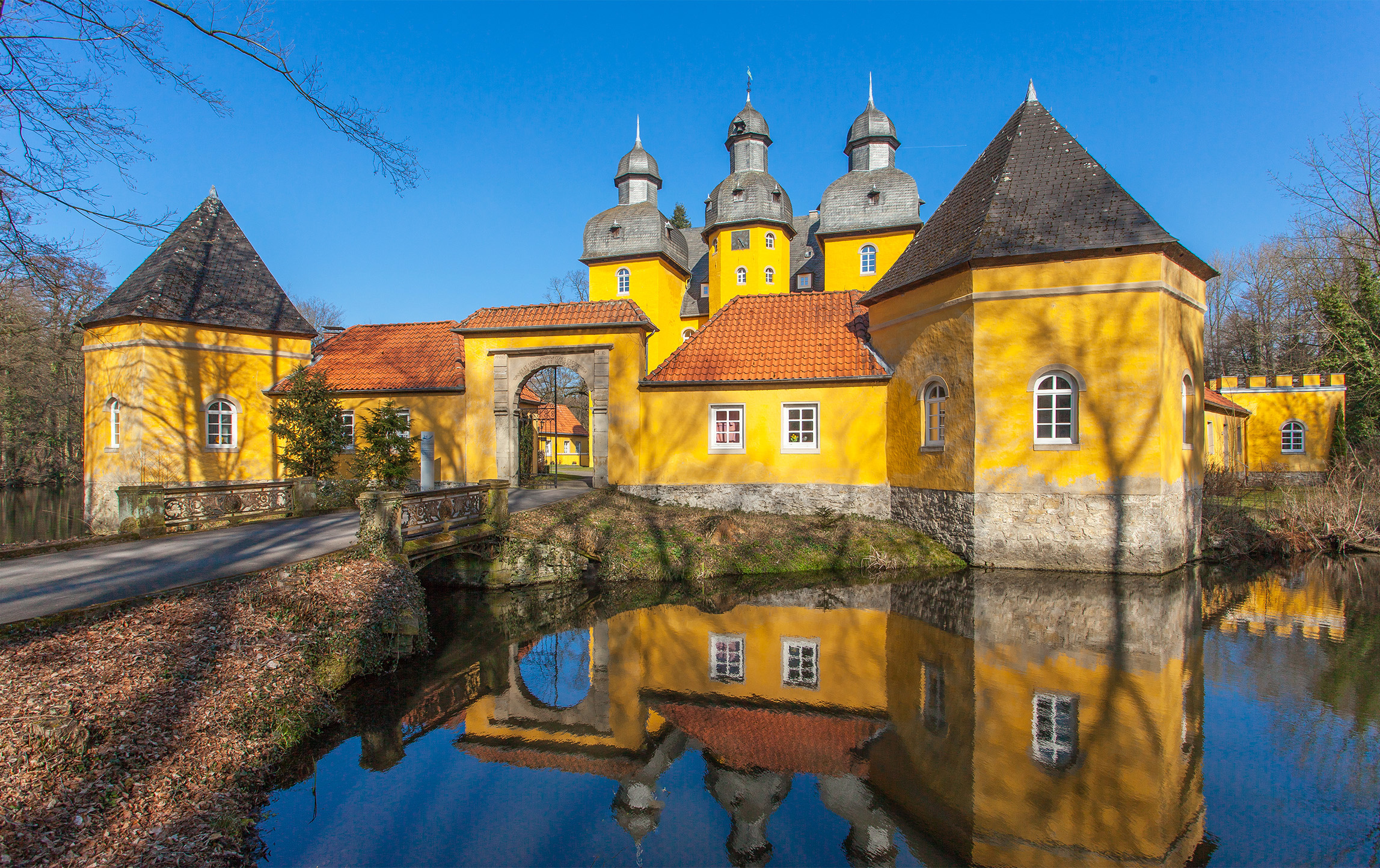
Schloss Holte (Schloß Holte-Stukenbrock)
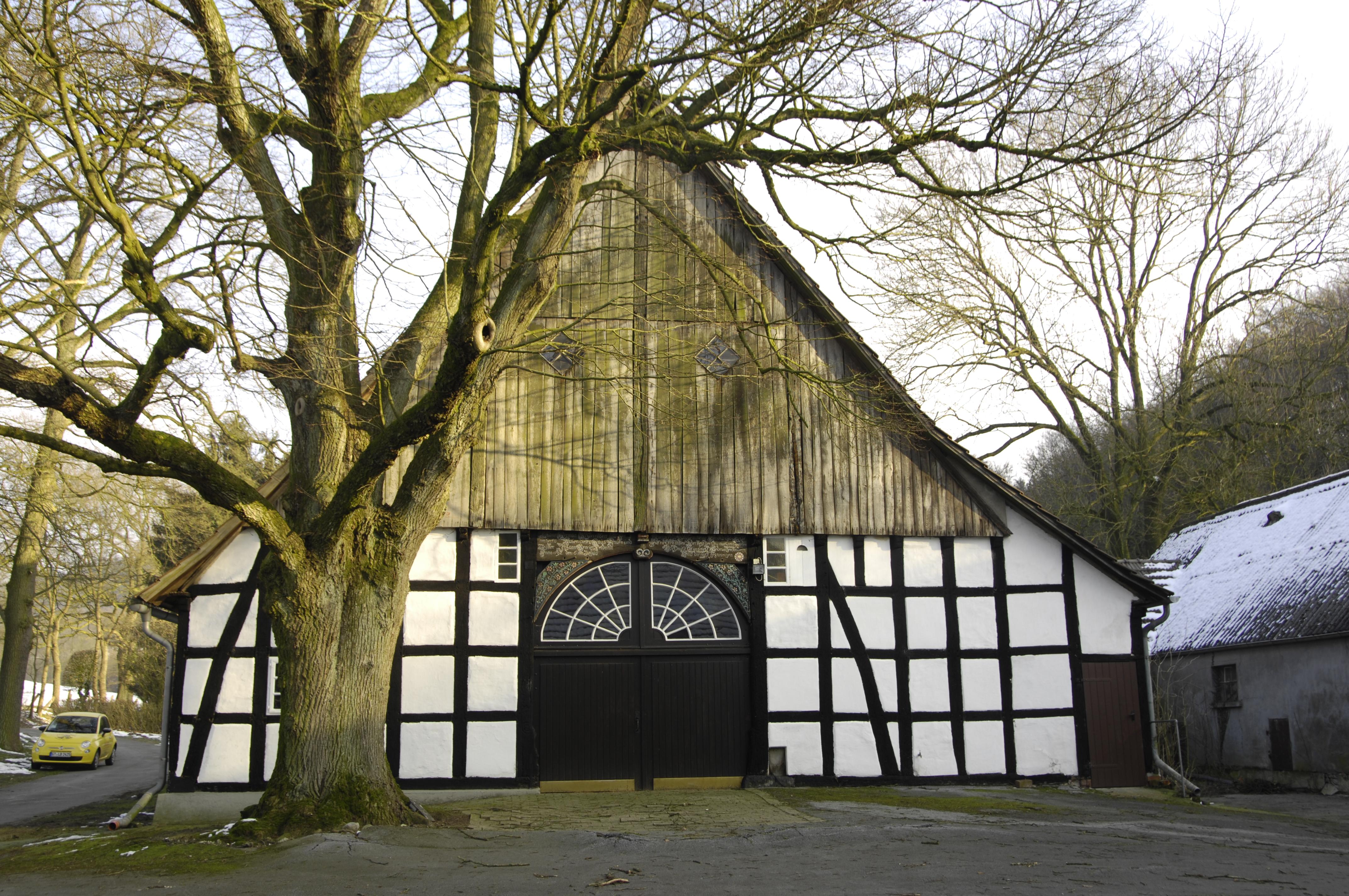
Hofhaus Schierenbeck (Steinhagen)
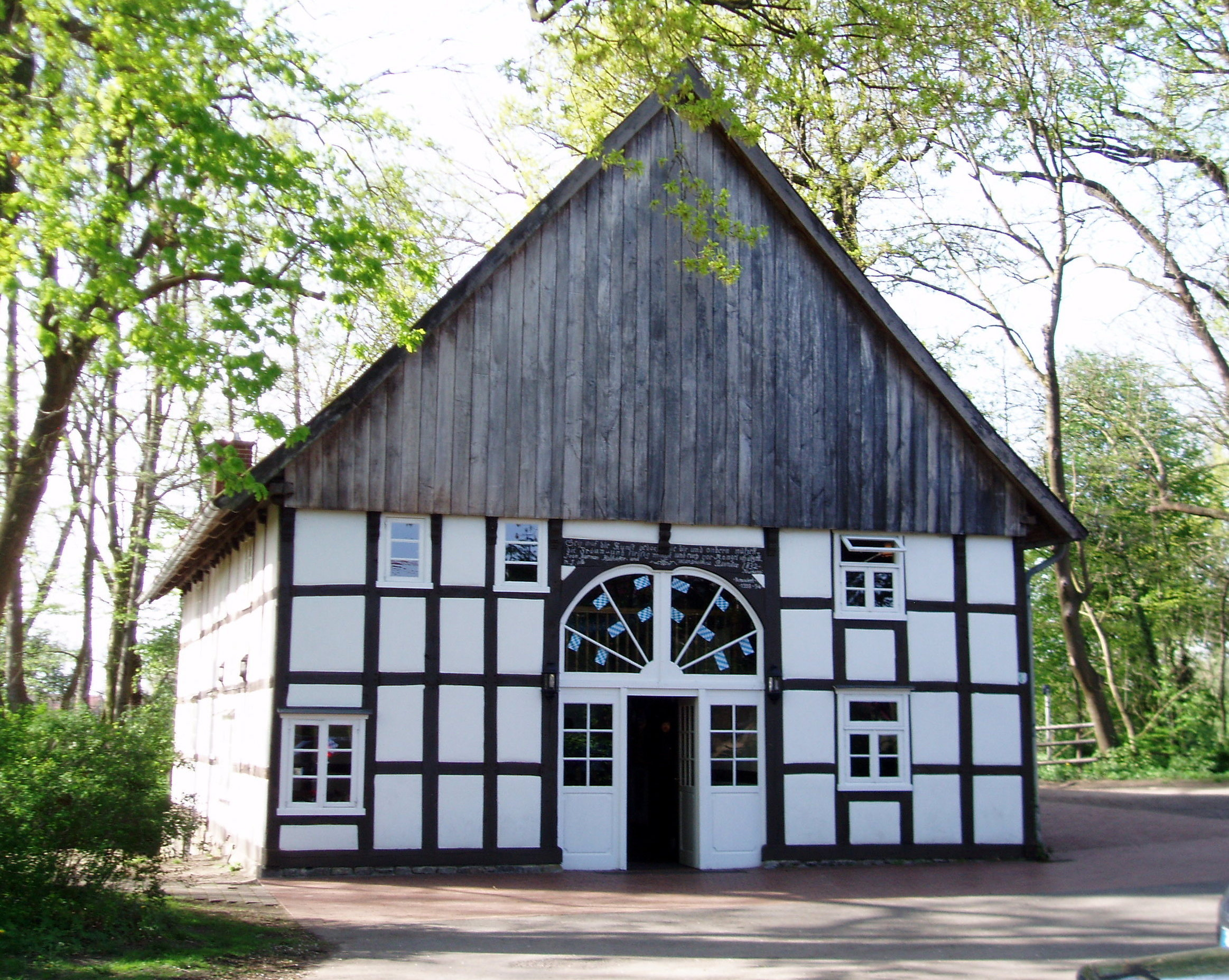
Bunten Mühle (Verl)
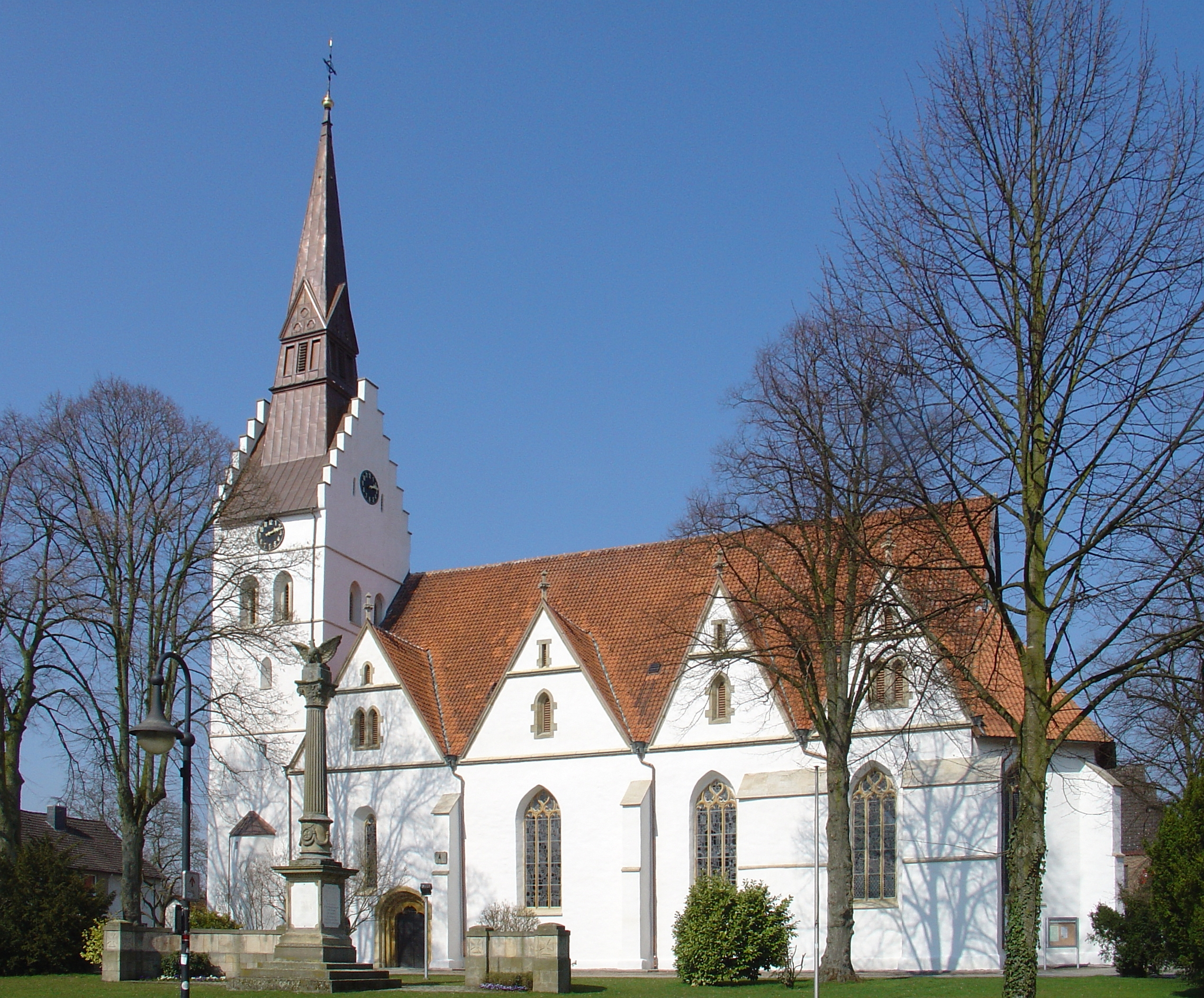
St. Petri Kirche (Versmold)
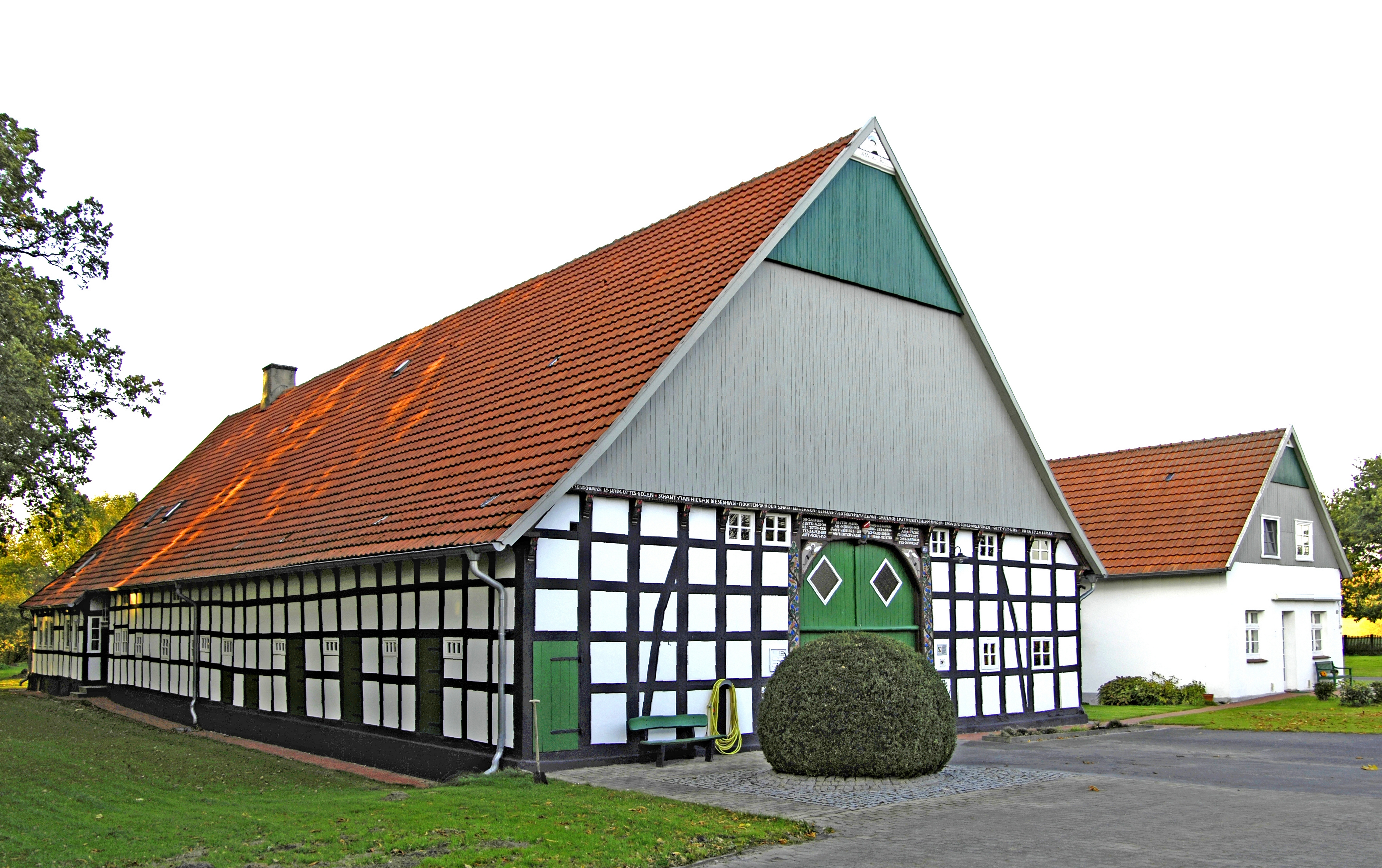
Fachwerkhofanlage Werther (Westf.)